# Neoconis garleppi
Neoconis garleppi is een insect uit de familie van de dwerggaasvliegen (Coniopterygidae), die tot de orde netvleugeligen (Neuroptera) behoort. 
De wetenschappelijke naam Neoconis garleppi is voor het eerst geldig gepubliceerd door Enderlein in 1906.